# Concepció Cañadell
Concepció Cañadell Salvia (nacida en 1978) es una política española. Es miembro del Congreso de los Diputados de España.

## Biografía
Nacida en 1978, es diplomada en Relaciones laborales por la Universidad de Lérida.
En las Elecciones generales de España de abril de 2019, Cañadell figuró en segundo lugar en la lista de Junts per Catalunya (JuntsxCat) por la provincia de Lérida, pero la alianza solo obtuvo un escaño por la provincia. Repitió en las Elecciones de noviembre de 2019 como candidata de la coalición electoral JuntsxCat por la provincia de Lérida, y fue elegida diputada del Congreso.
Cañadell está casada.